# Günter Behnisch

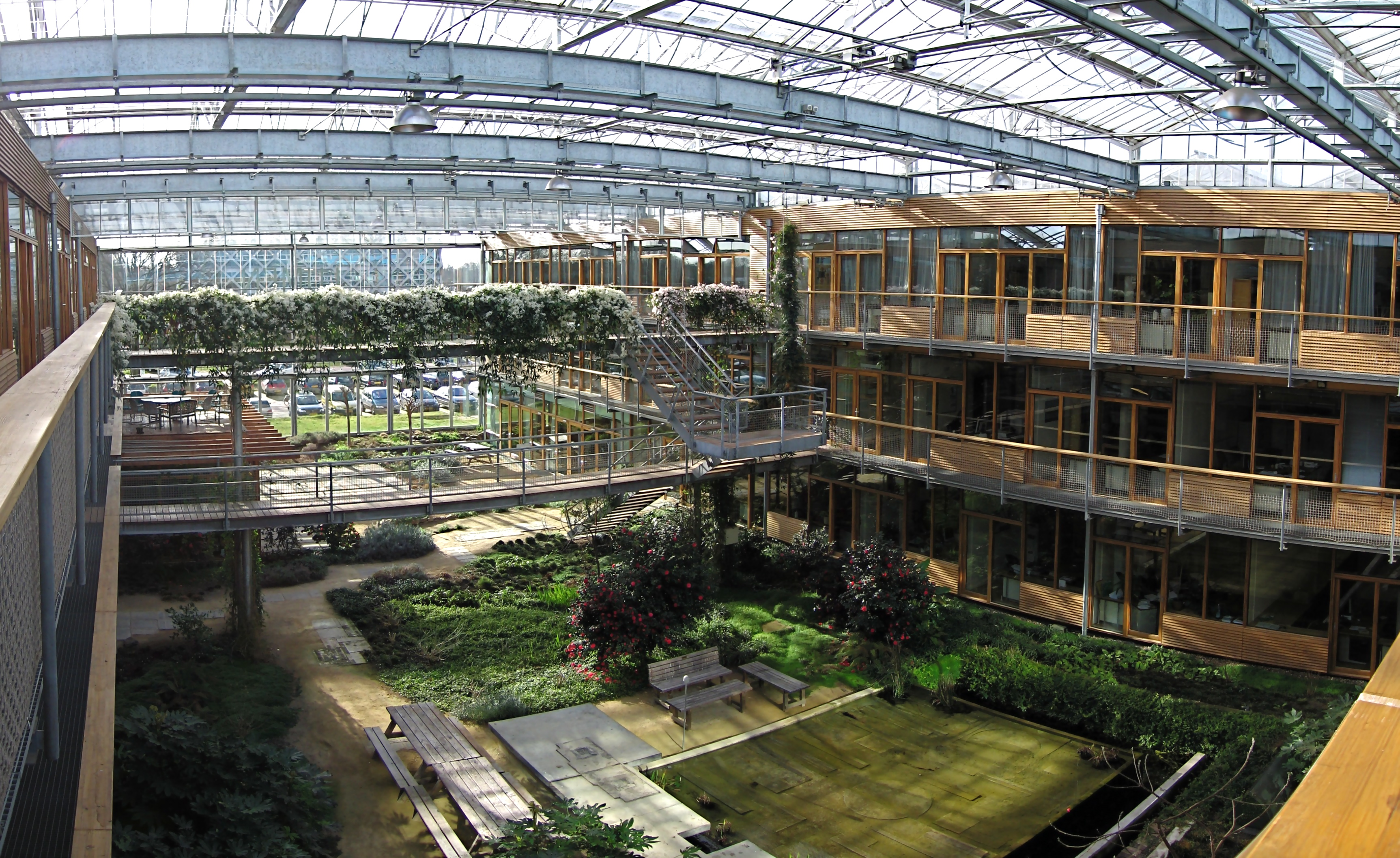
Bâtiment de l'université de Wageningen.

Günter Behnisch est un architecte allemand né le 12 juin 1922 à Dresde et mort le 12 juillet 2010 à Stuttgart, qui a réalisé les plans du Stade olympique de Munich. Il pratiquait le déconstructivisme.
Il possédait sa propre école d'architecture à Stuttgart depuis 1952 et était installé à Los Angeles depuis 1999.
On lui doit notamment : le siège du Bundestag à Bonn, les locaux de l'Académie des arts à Berlin, et les bâtiments de l'université de Wageningen aux Pays-Bas.
Il est commandant de sous-marin (U-Boot) pendant la Seconde guerre mondiale.